# Tour de France 1995
Il Tour de France 1995, ottantaduesima edizione della competizione, si tenne dal 1º al 23 luglio 1995 su 20 tappe più un prologo per un totale di 3 653 km. La partenza fu a Saint-Brieuc, in Bretagna, e l'arrivo come di consueto a Parigi.
Fu vinto dal passista-cronoman spagnolo Miguel Indurain, al quinto ed ultimo successo della carriera, peraltro consecutivo, alla Grande Boucle. Fu inoltre l'ottava affermazione spagnola nella Grande Boucle. In tale occasione Indurain eguagliò il numero di vittorie complessive di Jacques Anquetil, Eddy Merckx e Bernard Hinault, diventando però il primo corridore a trionfare al Tour cinque volte consecutivamente.
Il fuoriclasse navarro terminò le sue fatiche sugli asfalti di Francia con il tempo di 92h44'59". In seconda posizione della classifica generale si piazzò il passista-cronoman svizzero Alex Zülle (per l'elvetico fu il primo podio della carriera nella Grande Boucle). Nella terza posizione della classifica generale giunse il passista-scalatore danese Bjarne Riis (anche per lui si trattò del primo podio ai Campi Elisi).

## Tappe
| Tappa  | Data      | Percorso                                      | km    | Vincitore di tappa     | Leader cl. generale |
| ------ | --------- | --------------------------------------------- | ----- | ---------------------- | ------------------- |
| prol.  | 1º luglio | Saint-Brieuc (cron. individuale)              | 7,3   | Jacky Durand           | Jacky Durand        |
| 1ª     | 2 luglio  | Dinan > Lannion                               | 233,5 | Fabio Baldato          | Jacky Durand        |
| 2ª     | 3 luglio  | Perros-Guirec > Vitré                         | 235,5 | Mario Cipollini        | Laurent Jalabert    |
| 3ª     | 4 luglio  | Mayenne > Alençon (cron. a squadre)           | 67    | Gewiss-Ballan          | Laurent Jalabert    |
| 4ª     | 5 luglio  | Alençon > Le Havre                            | 162   | Mario Cipollini        | Ivan Gotti          |
| 5ª     | 6 luglio  | Fécamp > Dunkerque                            | 261   | Jeroen Blijlevens      | Ivan Gotti          |
| 6ª     | 7 luglio  | Dunkerque > Charleroi (BEL)                   | 202   | Erik Zabel             | Bjarne Riis         |
| 7ª     | 8 luglio  | Charleroi (BEL) > Liegi (BEL)                 | 203   | Johan Bruyneel         | Johan Bruyneel      |
| 8ª     | 9 luglio  | Huy (BEL) > Seraing (BEL) (cron. individuale) | 54    | Miguel Indurain        | Miguel Indurain     |
|        | 10 luglio | giorno di riposo                              |       |                        |                     |
| 9ª     | 11 luglio | Le Grand-Bornand > La Plagne                  | 160   | Alex Zülle             | Miguel Indurain     |
| 10ª    | 12 luglio | Aime > Alpe d'Huez                            | 162,5 | Marco Pantani          | Miguel Indurain     |
| 11ª    | 13 luglio | Le Bourg-d'Oisans > Saint-Étienne             | 199   | Maximilian Sciandri    | Miguel Indurain     |
| 12ª    | 14 luglio | Saint-Étienne > Mende                         | 222,5 | Laurent Jalabert       | Miguel Indurain     |
| 13ª    | 15 luglio | Mende > Revel                                 | 245   | Serhij Ušakov          | Miguel Indurain     |
| 14ª    | 16 luglio | Saint-Orens > Guzet-Neige                     | 164   | Marco Pantani          | Miguel Indurain     |
|        | 17 luglio | giorno di riposo                              |       |                        |                     |
| 15ª    | 18 luglio | Saint-Girons > Cauterets                      | 206   | Richard Virenque       | Miguel Indurain     |
| 16ª    | 19 luglio | Tarbes > Pau                                  | 267   | neutralizzata          | Miguel Indurain     |
| 17ª    | 20 luglio | Pau > Bordeaux                                | 246   | Erik Zabel             | Miguel Indurain     |
| 18ª    | 21 luglio | Montpon-Ménestérol > Limoges                  | 166,5 | Lance Armstrong        | Miguel Indurain     |
| 19ª    | 22 luglio | Lac de Vassivière (cron. individuale)         | 46,5  | Miguel Indurain        | Miguel Indurain     |
| 20ª    | 23 luglio | Sainte-Geneviève-des-Bois > Parigi            | 155   | Džamolidin Abdužaparov | Miguel Indurain     |
| Totale | Totale    | Totale                                        | 3 653 |                        |                     |

## Squadre e corridori partecipanti
| N.      | Cod. | Squadra                 |
| ------- | ---- | ----------------------- |
| 1-9     | BAN  | Banesto                 |
| 11-19   | GEW  | Gewiss-Ballan           |
| 21-29   | CAR  | Carrera-Tassoni         |
| 31-39   | AKI  | Aki-Gipiemme            |
| 41-49   | MAP  | Mapei-GB                |
| 51-59   | FES  | Festina-Lotus           |
| 61-69   | ONC  | ONCE                    |
| 71-79   | LAM  | Lampre-Panaria          |
| 81-89   | GAN  | GAN                     |
| 91-99   | PLT  | Polti-Granarolo-Santini |
| 101-109 | KEL  | Kelme-Sureña            |

| N.      | Cod. | Squadra                       |
| ------- | ---- | ----------------------------- |
| 111-119 | MOT  | Motorola                      |
| 121-129 | TVM  | TVM-Polis Direct              |
| 131-139 | LOT  | Lotto-Isoglass                |
| 141-149 | CAS  | Castorama                     |
| 151-159 | MAG  | MG Maglificio-Technogym       |
| 161-169 | NOE  | Novell Software-Decca         |
| 171-179 | MER  | Mercatone Uno-Saeco-Magniflex |
| 181-189 | HAZ  | Chazal-König                  |
| 191-199 | BRE  | Brescialat                    |
| 201-206 | TEL  | Team Deutsche Telekom         |
| 207-209 | MOB  | ZG Mobili-Selle Italia        |

## Resoconto degli eventi
Al Tour de France 1995 parteciparono 189 corridori, dei quali 115 giunsero a Parigi. Le squadre partecipanti erano 10 italiane (fra cui la Mercatone Uno-Saeco-Magniflex, affiliata a San Marino), 3 francesi, 3 spagnole, 2 olandesi, 1 statunitense, 1 belga, 1 tedesca, 1 affiliata ad Andorra (la Festina-Lotus). Le squadre erano composte, come al solito, da 9 corridori ciascuna: nel caso della Deutsche Telekom e della Zg Mobili-Selle Italia venne però organizzata una squadra mista, composta da 6 corridori della Telekom e da 3 della Selle Italia. I corridori partecipanti erano 62 italiani, 33 francesi, 18 spagnoli, 16 belgi, 10 olandesi, 7 colombiani, 6 tedeschi, 6 svizzeri, 5 russi, 4 danesi, 3 britannici, 3 ucraini, 2 statunitensi, 2 lettoni, 2 australiani, 1 polacco, 1 austriaco, 1 ceco, 1 venezuelano, 1 messicano, 1 lituano, 1 estone, 1 uzbeko, 1 canadese, 1 neozelandese.
La corsa partì da Saint-Brieuc e terminò sugli Champs-Élysées.

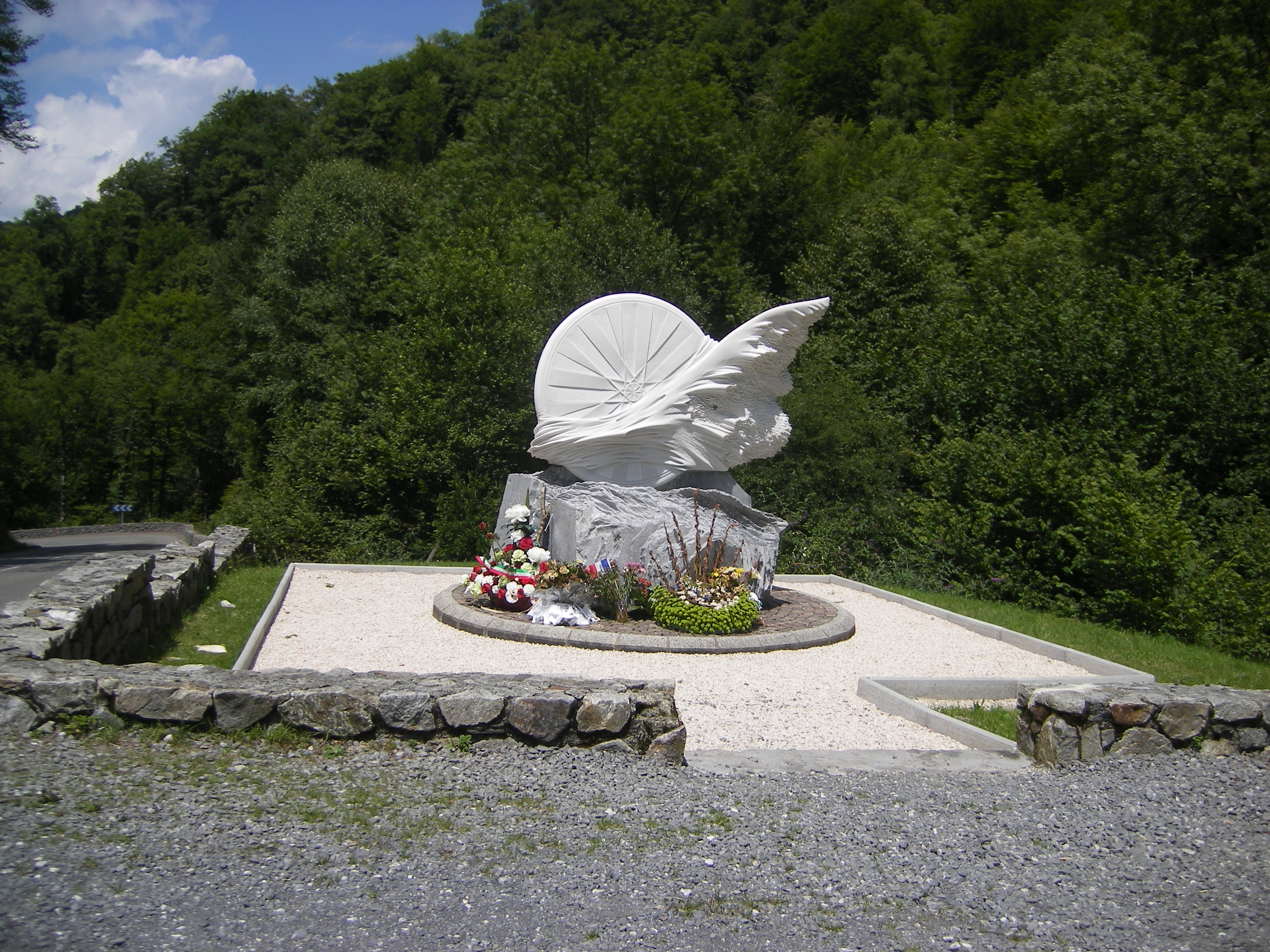
La stele posta in memoria di Fabio Casartelli sul Colle di Portet-d'Aspet

La quindicesima tappa tra Saint-Girons e Cauterets fu vinta da Richard Virenque in fuga, ignaro della tragedia che si consumò nelle retrovie: alle 11:50, mentre il gruppo dei corridori stava scendendo a una velocità di circa 80 km/h dal Colle di Portet-d'Aspet verso Boutx, Dante Rezze andò largo in una curva, cadde nella scarpata esterna e si ruppe un femore (i soccorritori dovettero estrarlo dalla boscaglia con delle funi). Tale incidente innescò una caduta collettiva che coinvolse anche Dirk Baldinger (il quale subì la rottura del bacino), Giancarlo Perini, Johan Museeuw, Erik Breukink (che riuscirono a ripartire) e Fabio Casartelli. Quest'ultimo ebbe la peggio: perse il controllo della bicicletta, cadde e batté violentemente la testa contro uno dei paracarri squadrati che delimitavano il bordo della strada, rimanendo a terra esanime. Fu soccorso dopo pochi istanti dal dottor Gérard Porte, medico di gara, e trasportato in elicottero all'ospedale di Tarbes: nel vano tentativo di rianimarlo gli fu praticato un lungo massaggio cardiaco e gli furono somministrate 20 fiale di adrenalina. Il trauma facciale subìto dall'italiano era tuttavia troppo grave: la dichiarazione di morte venne emessa alle ore 14:00.
Il giorno successivo, dopo un minuto di silenzio, partì la sedicesima tappa che fu neutralizzata: in un mesto trasferimento, il gruppo rimase compatto e a bassa andatura; al traguardo passarono tenendosi per mano tutti i ciclisti della Motorola, squadra di Casartelli. Il traguardo, per la cronaca, fu attraversato per primo da Andrea Peron.
Due giorni dopo, all'arrivo della diciottesima tappa, Lance Armstrong (campione del mondo 1993 e futuro vincitore di 7 edizioni del Tour, vittorie poi revocate su decisione dell'UCI nel 2012) tagliando per primo il traguardo alzò un dito al cielo dedicando la vittoria di tappa allo sfortunato compagno di squadra.
Miguel Indurain conquistò la maglia gialla con la prima cronometro e la tenne fino all'arrivo finale, vincendo anche la seconda cronometro. In totale, fu maglia gialla alla fine delle ultime tredici frazioni sulle ventuno totali (considerando come unità il cronoprologo).
Furono quattro i corridori a vincere due tappe in questa edizione: Miguel Indurain, Marco Pantani e i due velocisti Erik Zabel e Mario Cipollini.

## Classifiche finali

### Classifica generale - Maglia gialla
| Pos. | Corridore         | Squadra       | Tempo     |
| ---- | ----------------- | ------------- | --------- |
| 1    | Miguel Indurain   | Banesto       | 92h44'59" |
| 2    | Alex Zülle        | ONCE          | a 4'35"   |
| 3    | Bjarne Riis       | Gewiss        | a 6'47"   |
| 4    | Laurent Jalabert  | ONCE          | a 8'24"   |
| 5    | Ivan Gotti        | Gewiss        | a 11'33"  |
| 6    | Melchor Mauri     | ONCE          | a 15'20"  |
| 7    | Fernando Escartín | Mapei-GB      | a 15'45"  |
| 8    | Tony Rominger     | Mapei-GB      | a 16'46"  |
| 9    | Richard Virenque  | Festina-Lotus | a 17'31"  |
| 10   | Hernán Buenahora  | Kelme-Sureña  | a 18'50"  |

### Classifica a punti - Maglia verde
| Pos. | Corridore              | Squadra      | Punti |
| ---- | ---------------------- | ------------ | ----- |
| 1    | Laurent Jalabert       | ONCE         | 333   |
| 2    | Džamolidin Abdužaparov | Novell Soft. | 271   |
| 3    | Miguel Indurain        | Banesto      | 180   |

### Classifica scalatori - Maglia a pois
| Pos. | Corridore          | Squadra       | Punti |
| ---- | ------------------ | ------------- | ----- |
| 1    | Richard Virenque   | Festina-Lotus | 438   |
| 2    | Claudio Chiappucci | Carrera       | 214   |
| 3    | Alex Zülle         | ONCE          | 205   |

### Classifica giovani - Maglia bianca
| Pos. | Corridore     | Squadra        | Tempo     |
| ---- | ------------- | -------------- | --------- |
| 1    | Marco Pantani | Carrera        | 93h11'19" |
| 2    | Bo Hamburger  | TVM-Polis Dir. | a 8'29"   |
| 3    | Beat Zberg    | Carrera        | a 40'48"  |

### Classifica a squadre - Numero giallo
| Pos. | Squadra       | Tempo      |
| ---- | ------------- | ---------- |
| 1    | ONCE          | 278h29'35" |
| 2    | Gewiss-Ballan | a 13'23"   |
| 3    | Mapei-GB      | a 55'53"   |